# Kvígyndisfell
Kvígyndisfell är en kulle i republiken Island. Den ligger i regionen Västlandet, 50 km nordost om huvudstaden Reykjavík. Toppen på Kvígyndisfell är 783 meter över havet, eller 397 meter över den omgivande terrängen. Bredden vid basen är 26,4 km.
Trakten runt Kvígyndisfell är nära nog obefolkad, med mindre än två invånare per kvadratkilometer. Det finns inga samhällen i närheten. Trakten runt Kvígyndisfell består i huvudsak av gräsmarker.